# Митяево (Свердловская область)
Митя́ево — посёлок в Свердловской области России, административно подчинённый городу Ивделю. Входит в Ивдельский муниципальный округ.
Ранее посёлок входил в состав Понильского сельсовета города Ивделя.

## Географическое положение
Митяево расположено в 58 километрах к югу от города Ивделя, в лесной местности, на левом берегу реки Лозьвы, в устье её левого притока — реки Большой Еввы. Автомобильное сообщение с посёлком отсутствует, а водное сообщение проходит по Лозьве.

## Население
| 2002 | 2010 |
| ---- | ---- |
| 6    | ↘2   |